# Aegidiuskapelle (Buschdorf)

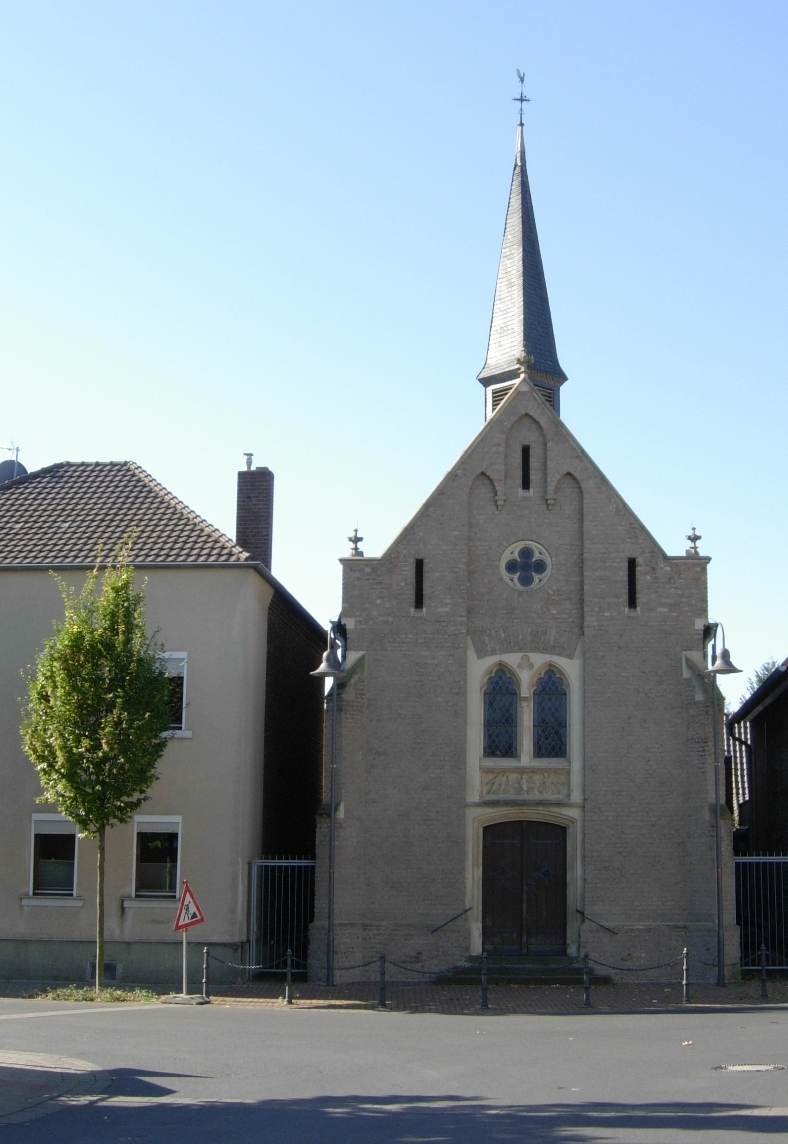
Die Kapelle mit ihrem durch eine Neugestaltung der T-Kreuzung gewonnenen kleinen Vorplatz im September 2007

Die Aegidiuskapelle (auch Aegidienkapelle oder Alt St. Aegidius) im Bonner Ortsteil Buschdorf ist die frühere Pfarrkirche des Ortes und wird heute zu Andachten und besonderen Anlässen genutzt. Sie ist dem Heiligen Aegidius gewidmet und gehört zur Katholischen Kirchengemeinde St. Thomas Morus. Die Kapelle gilt als beispielhaft für den frühen neugotischen Kirchenbau in Bonn und steht unter Denkmalschutz.

## Lage
Die Kapelle liegt an der Buschdorfer Straße 28 rund 200 Meter ostwärts der kleinen Burg Buschdorf an einem seit dem Frühmittelalter bedeutenden Handelsweg von Aachen über Düren, Lechenich und Buschdorf nach Bonn („Aachener Weg“). Hier trifft die Friedländer auf die Buschdorfer Straße.

## Geschichte
Eine erste Kapelle wurde in Buschdorf im Jahr 1693 gebaut und 1694 geweiht. Sie bestand aus Lehmfachwerk und war mit Stroh gedeckt. Auf dem Grundstück der heutigen Kapelle wurde 1782 ein Nachfolgebau errichtet und dem heiligen Aegidius geweiht. Auch diese Kapelle war in Lehmfachwerk mit flacher Decke ausgeführt, aber bereits mit Schiefer eingedeckt. Ein Geistlicher kam sonntags aus Bonn. Die Kapelle wurde im 19. Jahrhundert baufällig. 1869 wurde dank Einsatzes des Rheindorfer Pfarrers Cornelius Thomas die jetzige Kapelle an gleicher Stelle errichtet. Der Kölner Diözesanbaumeister Vincenz Statz entwarf das Gebäude.
Ursprünglich gehörte Buschdorf pfarrlich zur Kirchengemeinde St. Margareta in Graurheindorf. Im Jahr 1908 erteilte die Königlich-Preußische Regierung in Köln die Genehmigung zur Errichtung der Kapellengemeinde Buschdorf als unselbständiges Rektorat des Erzbischöflichen Stuhls in Köln. 1921 wurde die Kapellengemeinde Buschdorf in den Status einer Rektoratspfarre erhoben. Seit 1977 gehörte die Kapelle zu einer kanonischen Pfarrei. In den Jahren 1978 bis 1980 wurde die neue Pfarrkirche in Buschdorf errichtet; sie wird ebenfalls als St. Aegidius bezeichnet. Heute wird die Kapelle u. a. zu kirchenmusikalischen Aufführungen genutzt.

## Architektur
Die Kapelle steht in einer Häuserzeile, die bereits beim Bau vorhanden bzw. geplant war. Der Kirchenbau ist deshalb durch ein nur kurzes Querschiff sowie eine Konzentration auf die Frontfassade gekennzeichnet. Die Seiten des Saalbaus sind durch abgetreppte Strebepfeiler gegliedert. Die Ziegelfassade aus Feldbrandziegeln ist unverputzt. Die Mittelachse der Fassade wird durch ein zweiteiliges Spitzbogenfenster über der Tür betont. Zwischen Tür und Fenster befindet sich ein rechteckiges Halbrelief, auf dem zwei Engel links und rechts vor dem Herzen Jesu knien. Über dem Fenster befindet sich eine Kleeblattrosette. Auf der Spitze des Giebels steht eine Kreuzblume. Das Dach trägt einen großen Dachreiter mit zwei Glocken der Fa. Petit & Gebr. Edelbrock von 1955 (fis2—a2). Als bei der Restaurierung 1935 Mängel am Dach festgestellt wurden, ersetzte die Gemeinde ihn durch einen das Dach überragenden Turm an der rechten Seite des Fassade. Bei der Sanierung in den Jahren 1981/1982 wurde dieser Umbau wieder rückgängig gemacht.
Der Kirchenraum verfügt über fünf Joche sowie einen Dreiachtelschluss im Chor. Der Innenraum wird durch ein spitzbogiges Kreuzrippengewölbe abgeschlossen und durch hohe Blendbögen und drei Fensterschlitze gestreckt. Bei Gewölbeinstandsetzungen wurden Reste einer neugotischen Bemalung in farbigem Rankenwerk gefunden, die Basis für eine Neuausmalung waren.

## Ausstattung
Der Altar, der Ambo und die Sedilien wurden von Sepp Hürten geschaffen; sie befinden sich seit den 1980er Jahren in der Kapelle. Der Kreuzweg wurde unter dem Buschdorfer Pfarrer und späteren Bonner Philosophie-Professor Aloys Müller erworben; er wurde in bemaltem Ton von einem Künstler mit dem Pseudonym „Wabe“ gestaltet. Über dem Altar ist ein großes Kruzifix an der Wand befestigt. Eine aus dem 20. Jahrhundert stammende Holz-Pietà eines unbekannten Künstlers wurde an die Pfarrkirche in Buschdorf abgegeben.

### Kirchenfenster
Das Kirchengebäude ist mit 14 Bleiglasfenstern ausgestattet. Bis auf zwei Fenster im Chor stammen alle Fenster etwa aus dem Jahr 1900 und sind in Antikglas und Blei mit Bearbeitung durch Schwarzlot und Silbergelb gestaltet und teilweise mit Butzengläsern ausgestattet. Der Künstler ist unbekannt. Die Scheiben zeigen Muster, in den Spitzbögen werden Apostel dargestellt: Andreas, Jakobus (der Ältere), Jakobus, Judas Thaddäus, Paulus, Petrus, Simon und St. Thomas sowie die heilige Katharina von Alexandrien und Joseph von Nazareth. Ein Fenster blieb motivlos mit einem Rautenmuster. Die zwei jüngeren Fenster am Südende des Chors wurden von Hubert Schöllgen gestaltet. Sie stammen aus dem Jahr 1936 und wurden gemäß Inschrift von Joh. Schönartz aus Düsseldorf ausgeführt. Hier wird zweimal der heilige Aegidius dargestellt: einmal als Einsiedler (auch gedeutet als heiliger Franziskus mit seinen Tieren) und zum anderen als Bischof mit einem Modell der Kapelle im Zustand von 1936 (mit seitlichem Glockenturm).

### Orgel
Die erste Orgel der Kapelle wurde nach Verschleiß durch ein Harmonium aus der Kirche St. Maria Magdalena in Endenich ersetzt. 1993 wurde im Rahmen der stattfindenden Renovierungsarbeiten eine Orgel der Firma Oberlinger auf einer Empore eingebaut. Es handelt sich um den Nachbau einer Barockorgel für kleinere Kirchen mit 11 Registern auf zwei Manualen (für je vier Register) und einem Pedal (für drei Register). Die Verkleidung ist aufklappbar und in Bauernmalerei gestaltet.